# A131 (Frankrijk)
De A131 is een snelweg gelegen in Normandië, in het westen van Frankrijk. De weg is gelegen tussen Le Havre en Bourneville, alwaar de weg aansluit op de snelweg A13. Het traject is bijna volledig als autosnelweg te berijden, behalve de Pont de Tancarville, de brug over de Seine, die uitgevoerd is als autoweg.